# Полдень против Путина
«По́лдень про́тив Пу́тина» (иногда используется аббревиатура «ППП») —  мирная протестная акция, в ходе которой граждане России, не поддерживающие политику Владимира Путина, массово посетили избирательные участки в последний день президентских выборов 17 марта 2024 года в 12 часов дня. Суть акции — «показать единство места и времени протеста», независимо от того, как решат далее поступить со своими бюллетенями избиратели. Призыв к этой акции стал последним политическим высказыванием оппозиционного политика Алексея Навального до его смерти в заключении. «Новая газета Европа» назвала данный призыв «политическим завещанием Навального».

## Инициация

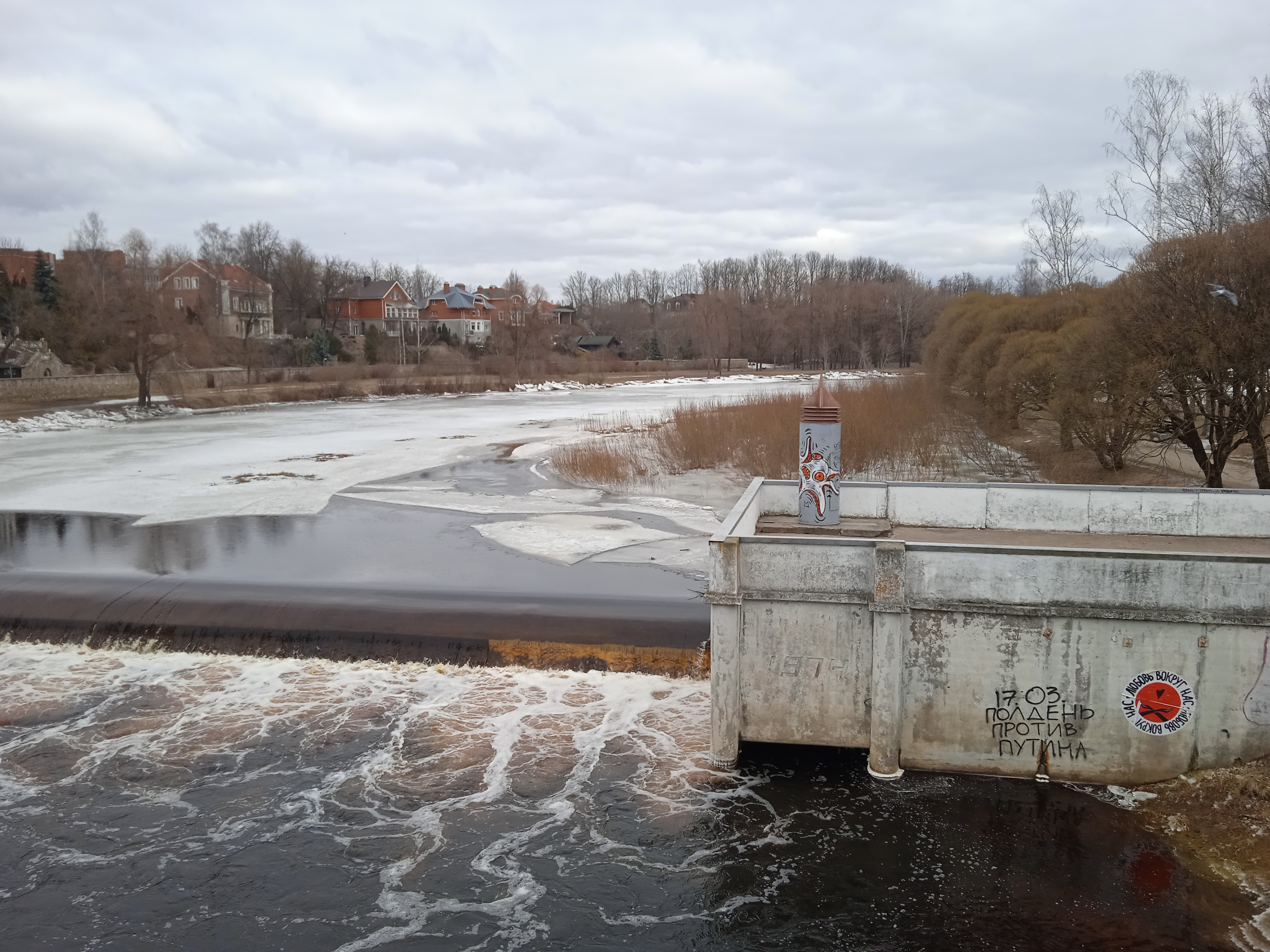
Граффити в Пскове

Автором акции «Полдень против Путина» называют Максима Резника, однако, по его словам, идею изначально выдвинула общественная организация «Европейский Петербург» через полторы недели после своего создания. Из репортажа Максима Резника журналисту Арсению Веснину 19 октября 2023 года в программе «Особое мнение» оказалось, что название было навеяно фильмом «Тени исчезают в полдень».
В январе 2024 года Алексей Навальный призвал россиян принять участие в акции. 14 января 2024 года участники ток-шоу «Что делать?» на телеканале «Дождь» одобрили данную единую стратегию на выборах. По мнению экономиста Сергея Гуриева, на выборах 17 марта не будет кандидатур, которые лучше или хуже, а будет всего один очень плохой кандидат. Политик и блогер Максим Кац отметил, что впервые за длительное время у всей оппозиции появилась единая цель — агитировать за голосование против Путина. Такого же мнения придерживается директор ФБК Иван Жданов, 8 февраля отметивший, что Путин хочет разъединять людей, а указанная акция ставит своей целью объединять людей против Путина.
Изначально Фонд борьбы с коррупцией посчитал идею слабой, однако впоследствии его лидеры сделали вывод, что если хотя бы полмиллиона человек в Москве одновременно придут на участки в рамках акции «Полдень против Путина» (количество избирательных участков в Москве — 2058), то это будет по 250 единомышленников на каждый из участков, что является немалым количеством человек.
Акцию также поддержали Михаил Ходорковский, Дмитрий Гудков, Юлия Галямина, Михаил Лобанов, Арсений Веснин, Сергей Гуриев, Анастасия Шевченко, Владимир Милов, Леонид Гозман, Аббас Галлямов, Владимир Пастухов, Станислав Белковский, Ольга Романова, Александр Морозов, Алексей Венедиктов, Тихон Дзядко, Катерина Котрикадзе, Илья Шаблинский, Дмитрий Орешкин, Илья Шепелин, Дмитрий Колезев, Любовь Соболь, Екатерина Шульман, Екатерина Дунцова, Марат Гельман, Митя Алешковский, Виктор Шендерович, Евгений Киселёв, Владимир Кара-Мурза, Лев Пономарёв, Анастасия Брюханова и другие оппозиционные общественные деятели.
По словам автора акции:

Эта акция — про единство места и времени нашего протеста против Путина. То есть объективных параметров, по которым можно не спорить и которые власть не может изменить… Это не выборы — это «специальная выборная операция». Зачем она нужна Путину? Чтобы доказать единство фюрера и нации: есть Путин — есть Россия. Ему важно подтвердить ещё раз этот тезис, в который и так многие верят. Наша задача — показать, что всё ровно наоборот… Поэтому нам важно показать себе и миру, что нас много. Так что этот полдень должен быть везде: в Калининграде, Владивостоке, Петербурге, в долине Нила и на вершине Эвереста. Это будет российский полдень, где россияне должны продемонстрировать своё отношение к Путину. И сделать это на участке — безопасно и законно.

Алексей Навальный охарактеризовал акцию безопасной и легальным способом выразить свой протест. Также он заявил о безопасности для участвующих, поскольку в это время и так явка высокая и много голосующих, «и вычленить тех, кто голосует „против“, просто невозможно».
Политолог Аббас Галлямов 1 февраля 2024 года отметил, что это перформанс, но, по его мнению, при достаточном количестве участников «и российские силовики, и бюрократы, и Запад, и Украина увидят, что Путин не так легитимен, как всем казалось». Схожую мысль высказал и Дмитрий Колезев.
Согласно исследованию «Радио Свобода», проведённому 5 февраля 2024 года, инициативу активно обсуждали в социальных сетях. Леонид Волков отметил, что особенно важно поддержать инициативу в крупных городах. Сергей Бойко напомнил, что при сборе подписей идея с показанием массовости протеста уже сработала ранее. Дмитрий Гудков посчитал, что к выборам 2024 года следует относиться как к «специальной выборной операции Путина», и, хотя Путину «нарисуют» более 80 % поддержки, народу необходимо показать ложь путинского результата.
28 февраля был опубликован манифест гражданского движения «Мир. Прогресс. Права человека», подготовленный правозащитником Львом Пономарёвым и его коллегами. В манифесте в том числе содержится призыв сделать акцию «Полдень против Путина» действительно массовой: «Только массовость даёт шанс повлиять на ситуацию. Так давайте же добьёмся, чтобы в очереди на избирательные участки встала вся Россия, а весь мир это увидел». Авторы текста призвали оппозицию к преодолению разногласий и усилению общего действия: «Задача оппозиции в эти недели — быть с россиянами, предлагать им относительно безопасные варианты действия, максимально усиливать их голос, агитировать сомневающихся». 1 марта 2024 года у входа на Борисовское кладбище, где происходило погребение Навального, люди скандировали: «Полдень против Путина!».
3 марта журналист Кирилл Мартынов в интервью «Idel.Реалии» отметил, что считает акцию хорошей и полагает, что в ней надо участвовать. Ему вторил руководитель антикоррупционного движения «Дозор» Евгений Кочегин, который считает, что главное — исполнить последнюю волю Навального.
Политолог Дмитрий Орешкин порекомендовал оппозиционно настроенным гражданам прийти на акцию «Полдень против Путина» и проголосовать за «гражданина Недействительного», то есть испортить бумажный бюллетень, отметив двух или более кандидатов.
8 марта Михаил Ходорковский написал: «Многотысячные очереди из несогласных у всех избирательных участков в „Полдень против Путина“ — вот что красноречивее всего покажет, как нас много». Ксения Ларина отметила, что она не поклонник акции, но «это последний призыв Алексея Навального».
Есть и оппозиционеры, которые не поддержали акцию: Александр Невзоров, Алексей Мананников, Гарри Каспаров, Александр Подрабинек, Борис Стомахин и Aлина Витухновская.
Экс-глава администрации МО Ломоносовский в Москве Ольга Сидельникова 11 марта поделилась со СМИ презентацией «Стратегия избирательной кампании в Удмуртской республике», где расписаны технологии, которые, по мнению разработчиков, позволят Владимиру Путину получить на президентских выборах 85 % голосов в регионе. Она также отметила, что акция «Полдень против Путина» является хорошей стратегией.

## Противодействие властей
2 февраля 2024 года российские власти пригрозили Юлии Галяминой уголовным делом за организацию акции.
2 марта Роскомнадзор заблокировал сайт акции vpolden.org для жителей РФ.
Бывший депутат Законодательного собрания Санкт-Петербурга Сергей Гуляев поделился информацией о том, что Роскомнадзор прислал уведомление с требованием удалить с YouTube его видео с высказыванием об акции.
3 марта власти нескольких российских городов сообщили, что решили провести масленичные гуляния в то же время, что и акция «Полдень против Путина». Журнал DOXA напоминает, что подобная практика попыток организации российскими властями мероприятий для отвлечения людей от протестной активности имела место и ранее, к примеру, в 2019 году.
5 марта стало известно, что в Петербурге на некоторых предприятиях власти начали требовать голосовать 15 числа. Как поделился один из работников предприятия ГУП «Топливно-энергетический комплекс Санкт-Петербурга»:

Приехал генеральный директор ГУП ТЭКа господин Болтенков, собрал директоров филиалов и приближённых, мне всё это пересказал директор нашего филиала. Разнарядка такая: от ГУП ТЭК должны проголосовать 70 %. Кто не пойдёт голосовать — перед вами открыты все двери. После Болтенкова на том совещании встал директор [филиала энергетических источников] Сергей Февралев (ФСБ, как его называют сотрудники, Февралев Сергей Борисович. — СР) и сказал, мол, а я топлю за Путина, узнаю, кто не голосовал, — уволю лично. Насколько это дословно, не скажу, опять же, меня лично там не было. Он реально может так сделать, он увольнял и заставлял увольняться людей, которые не вступали в профсоюзы, поэтому на слово ему верится. Прийти нужно именно 15 марта, уточнили начальники ГУП ТЭКа. Почему — людям не объясняют, но обещают ради выборов отпускать с работы.

14 марта Прокуратура Москвы официально назвала акцию «Полдень против Путина» уголовным преступлением (статья 141 УК РФ: «воспрепятствование осуществлению гражданами своих избирательных прав»). Предупреждение было опубликовано в официальном Телеграм-канале. Активистка движения «Путь домой» Мария Андреева получила предостережение от прокуратуры о недопустимости участия в «несогласованных публичных мероприятиях», запланированных в полдень 17 марта.

## Протестная акция
Во многих городах России, а также за рубежом люди начали массово приходить к 12:00 на избирательные участки. В некоторых городах люди стояли по несколько часов в очередях.

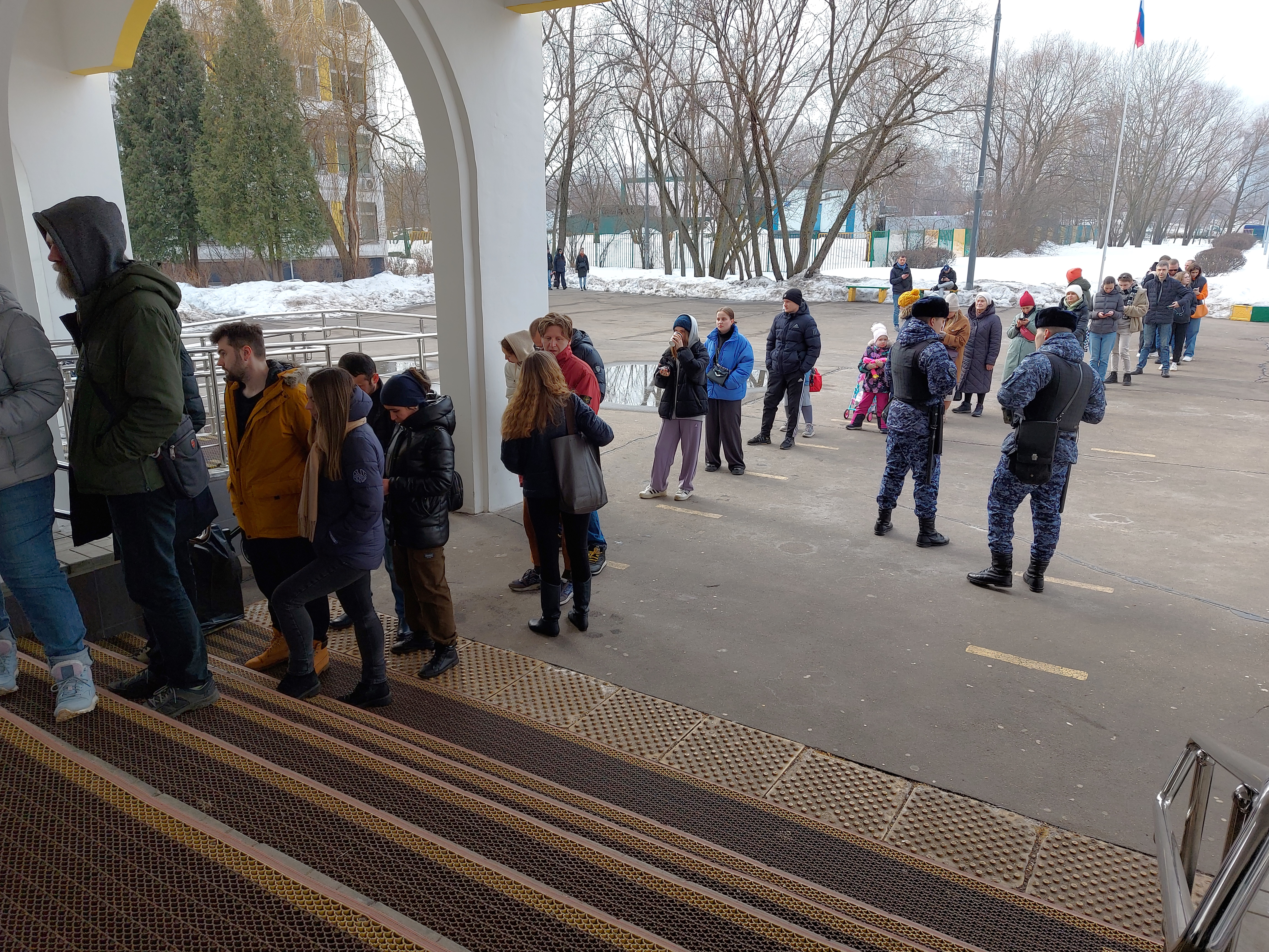
Очередь на избирательный участок в спальном районе Москвы
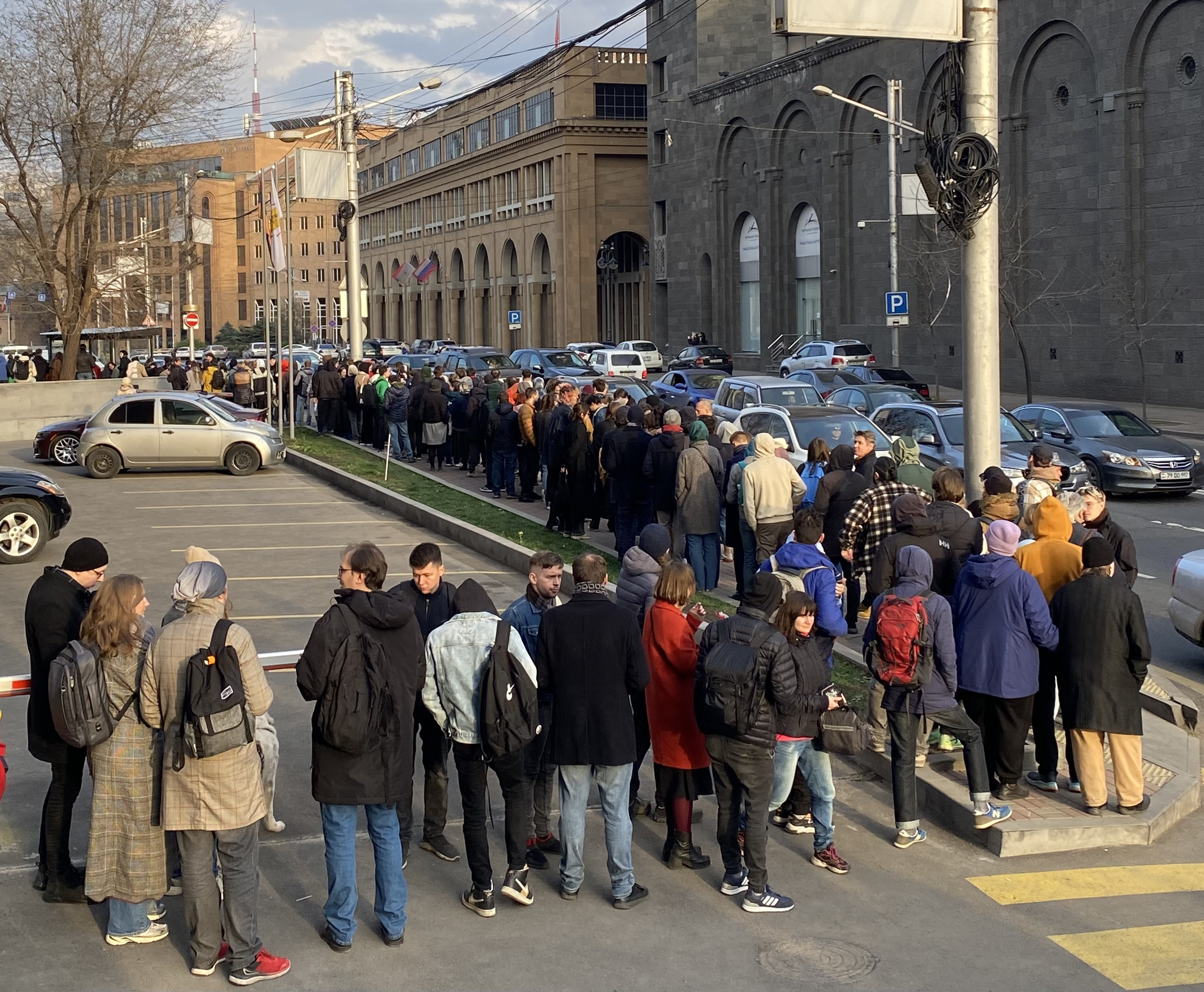
Очередь на голосование у посольства России в Ереване, Армения
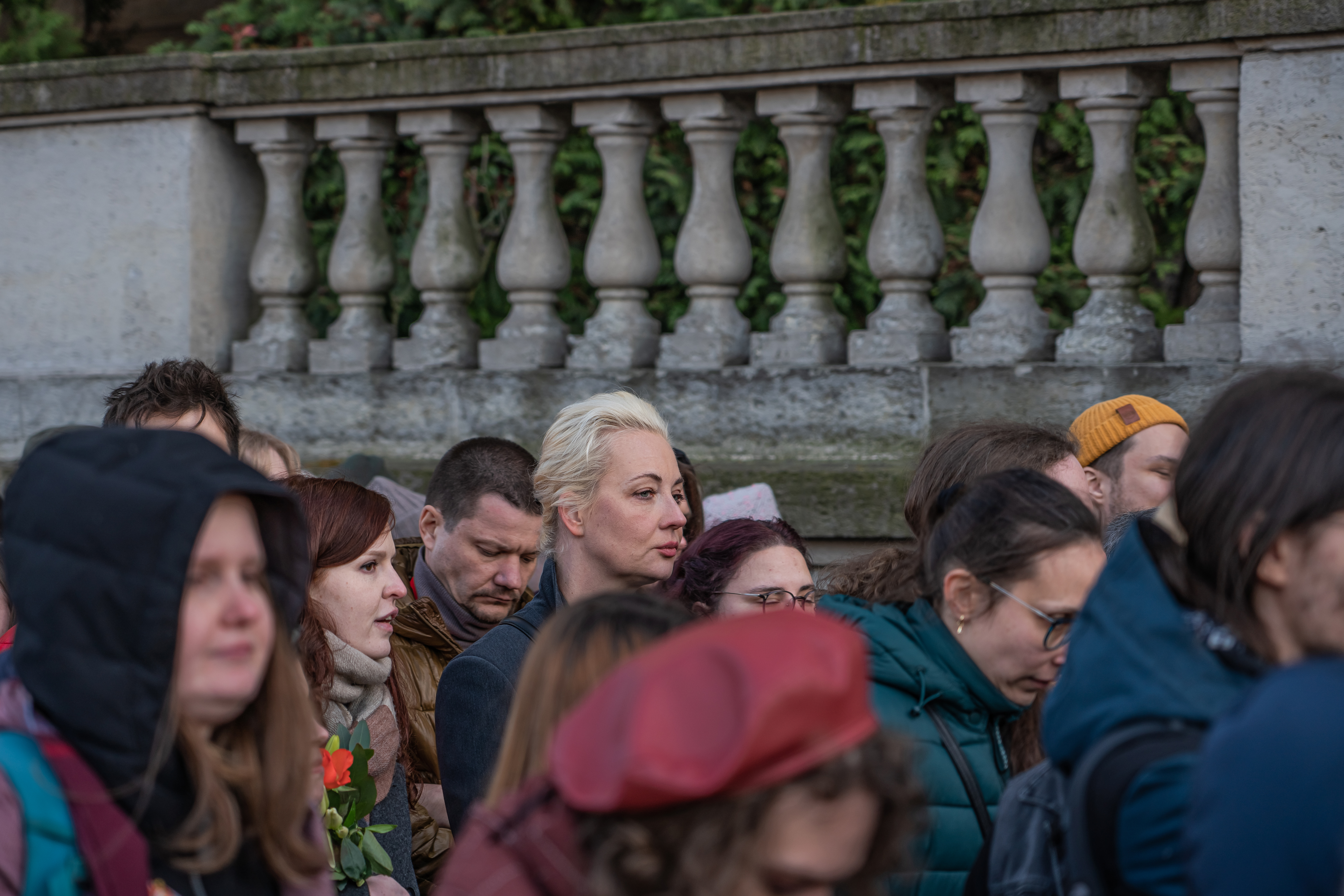
Кира Ярмыш и Юлия Навальная в очереди в Берлине у посольства России в Германии

## Задержания
Как минимум в 16 городах, в том числе в Москве, Санкт-Петербурге, Казани, Волгограде, Уфе, Иркутске, Барнауле и Челябинске, начались массовые задержания. Более 75 человек (по состоянию на 16:21) были задержаны. Так, в Казани в автозак увели более 20 человек, а в Уфе мужчина был задержан после попытки бросить в урну фото Навального.